# Schillerhaus (Bauerbach)

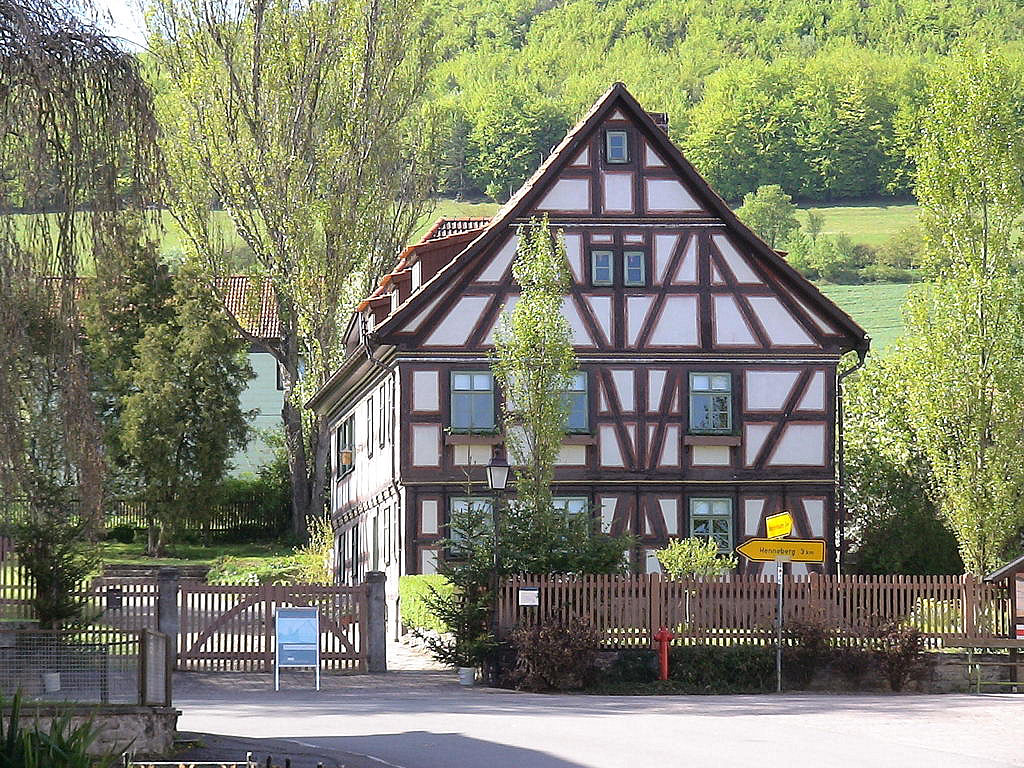
Das Schillerhaus in Bauerbach vor der Renovierung mit sichtbarem Fachwerk

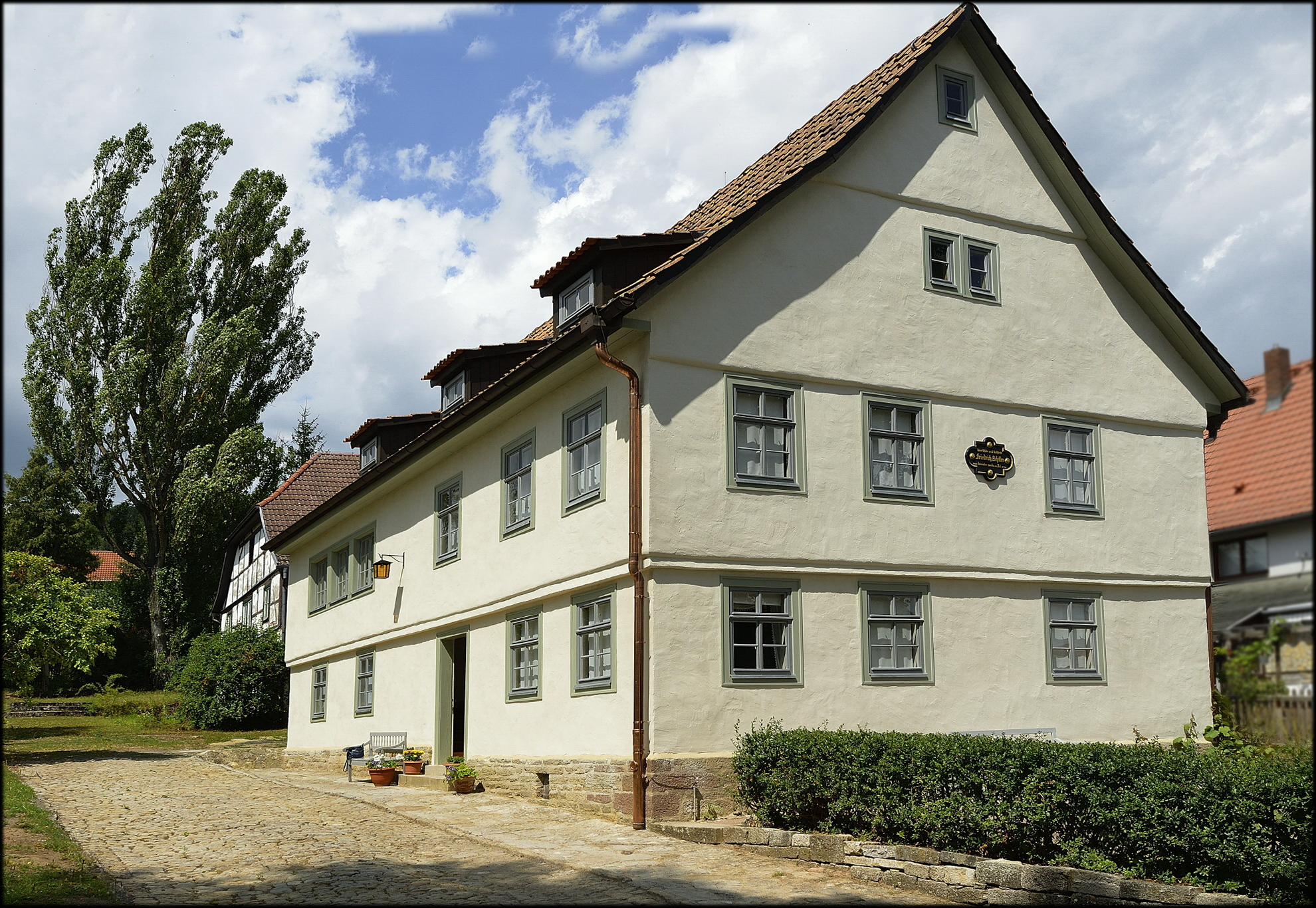
Schillerhaus verputzt nach der Renovierung 2020

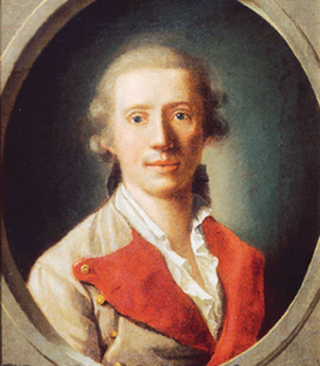
Friedrich Schiller um 1781/82 vor seiner Flucht, gemalt von Philipp Friedrich Hetsch

Das Schillerhaus in Bauerbach, das dem Dichter Friedrich Schiller vom 7. Dezember 1782 bis zum 24. Juli 1783 als zeitweilige Unterkunft diente, beherbergt heute ein Literaturmuseum, das an diesen Aufenthalt erinnert.

## Geschichte
Nach Schillers Flucht aus Stuttgart fand er am 7. Dezember 1782 auf dem Gutshof der Familie Wolzogen für ein halbes Jahr Unterschlupf. Die Familie hatte er durch einen Kameraden bei der Militärakademie Hohe Karlsschule in Stuttgart kennengelernt. Die Mutter dieses Kameraden, Henriette von Wolzogen, die im Gutshaus in Bauerbach wohnte und Gefallen an den literarischen Talenten des jungen Schiller fand, hatte ihm schon früher die Unterkunft im Fall einer Gefahr angeboten. In seiner Zeit in Bauerbach arbeitete Schiller an seinen Werken Kabale und Liebe und Don Karlos. Auch verliebte er sich hier unglücklich in die Tochter des Hauses, Charlotte von Wolzogen, was auch eine der Hauptursachen für seine überstürzte Abreise am 24. Juli 1783 war.
Im Jahr 1847 wurde das Arbeits- und Schlafzimmer als Personengedenkstätte genutzt. Anlässlich Schillers 100. Todestag im Jahr 1905 wurden die Räumlichkeiten der Öffentlichkeit ständig zugänglich gemacht. Die Nationalstiftung Schiller in Bauerbach erwarb 1934 das private Anwesen und stattete auch die sog. Wolzogen-Zimmer museal aus. Seit 1941 gehört das Schillerhaus der Klassik Stiftung Weimar, die es 1995 sanieren ließ.
Im Jubiläumsjahr 2009, zu Schillers 250. Geburtstag, wurde das Haus wiedereröffnet. Seitdem wird das Museum vom Schillerverein Bauerbach e. V. im Auftrag der Klassik Stiftung Weimar betrieben.
Zu DDR-Zeiten wurde 1967 bei Sanierungen das Fachwerk (siehe Bild 1) freigelegt. 2019/20 wurde das Haus durch das Architekturbüro Studio Gründer Kirfel erneut saniert. Dabei wurde die Putzfassade wieder hergestellt.

## Sonstiges
Heute sind neben dem Museum ein Wanderweg und ein Naturtheater sowie die Straße, an der das Museum liegt, nach Schiller benannt. Daneben ist noch der Gasthof Zum braunen Roß zu erwähnen, in dem noch das Ambiente aus Schillers Zeiten erhalten ist. Das Gasthaus wurde 1992 saniert und nebenan wurde eine Theaterscheune eingerichtet.